# EINSA
EINSA est une entreprise espagnole fondée en 1979, active dans l'industrie mécanique et fournisseur des domaines militaires et de l'aviation.

## Histoire
Parmi ses clients on compte les Forces armées espagnoles.

## Produits

### Mule MécaniqueFalcata
Elle a produit le véhicule militaire de l'armée espagnole "Falcata (véhicule)" (glaive celtibère) également connu sous sa désignation d'usine MM-1A Mk2, en service actif auprès de la BRIPAC (brigade parachutiste), car le véhicule est aérotransportable et aérolargable. Ce véhicule est également désigné comme "mule mécanique", en référence au M274 américain.
Ce véhicule peut transporter jusqu'à 931kg de charge ou 4 hommes avec leur équipage complet.
- Espagne 30 véhicules[4] aérolargable en C-130; aérotransportable en hélicoptère Chinook (intérieur et extérieur), Cougar ou Super-Puma (extérieur), NH-90 (extérieur et intérieur). Il peut en être placé 3 en CH-47 et 12 en C-130[5].

### Remorqueur d'aviation
Elle produit également deux types de remorqueur d'aviation, actif également sur le porte-aéronef Juan Carlos I (L61) ainsi que des positionneurs de charges externes (pour les avions) dérivés.
- Espagne Porte-aéronefs et bases militaires
- Australie Sur le porte-aéronef HMAS Canberra.

### Véhicule léger pour opérations spécialesNeton
- Espagne Le Neton véhicule léger de reconnaissance pour forces spéciales a été vendu à 24 exemplaires à l'armée espagnole en 2020 pour le Commandement des opérations spéciales (Espagne)[6] sur la base du Toyota Hilux qui remplaceront ou complèteront les véhicules Lathar 1.0 de l'entreprise VT Proyectos[7] qui était produit sur la base du Nissan Patrol ML-6[8]. Ces modèles sont semblables au véhicule AGF Serval.

## Galerie d'images

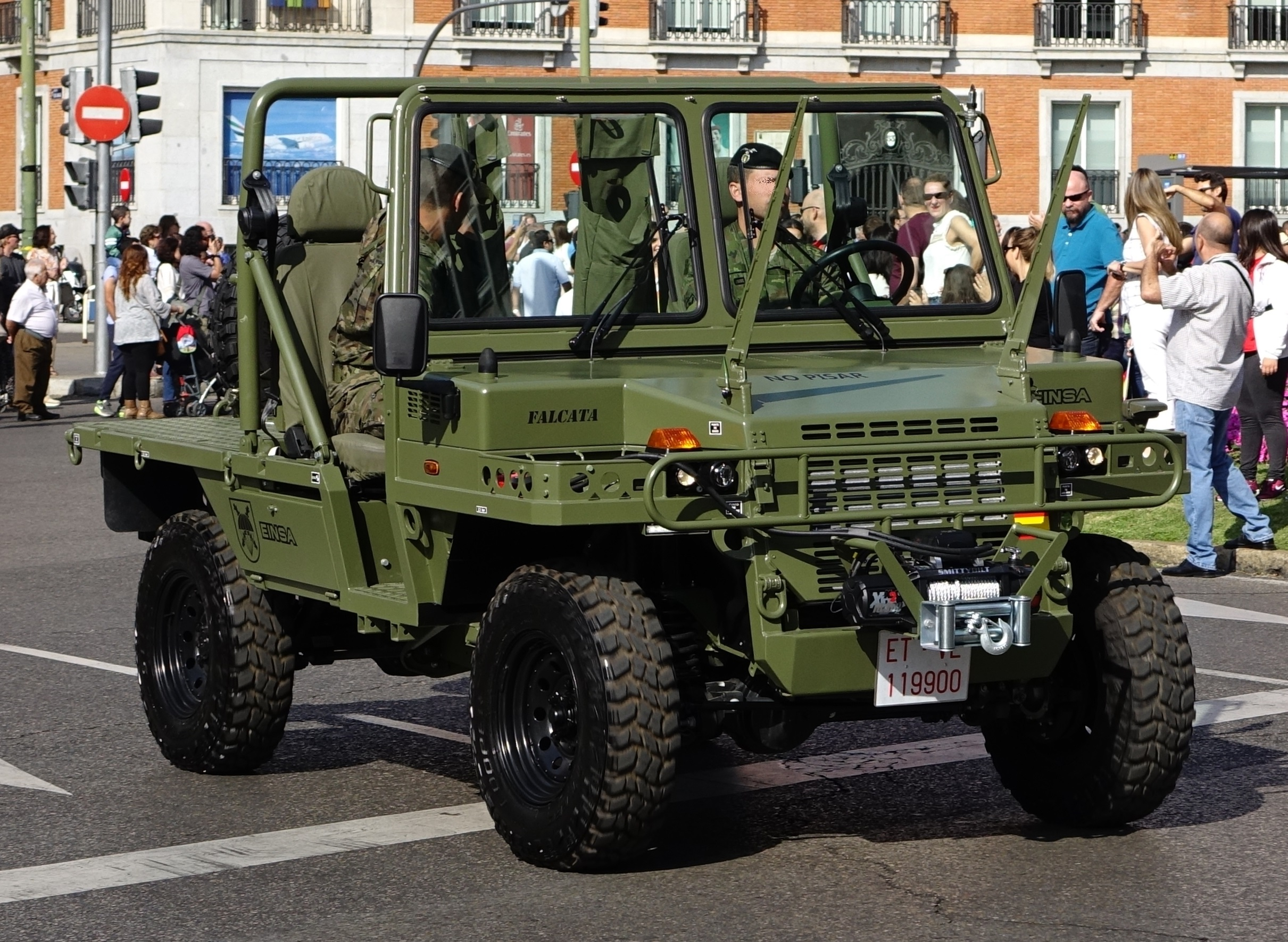
Véhicule tout terrain léger non-blindé "Falcata (véhicule)"
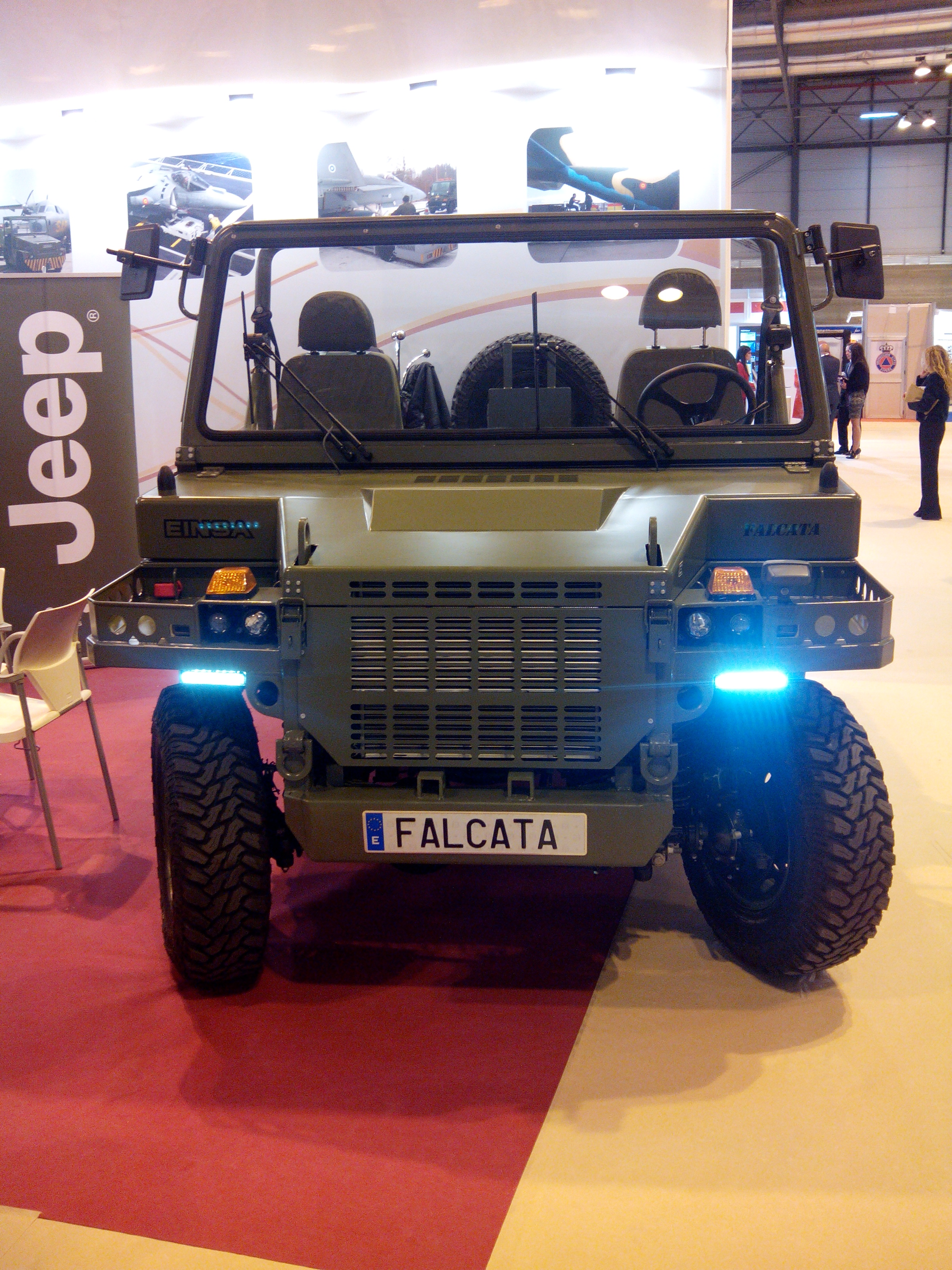
Véhicule tout terrain léger non-blindé "Falcata (véhicule)"
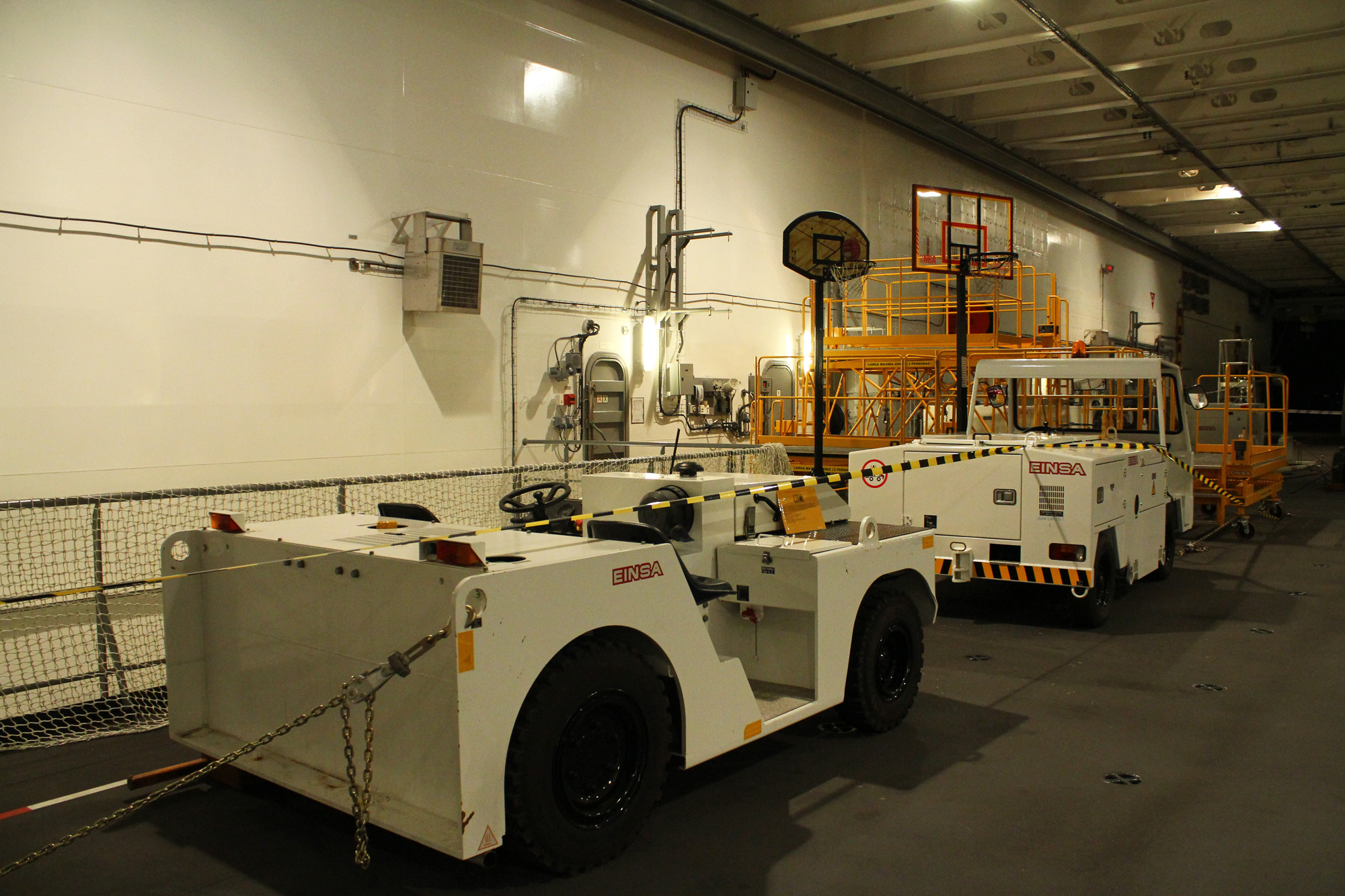
Remorqueur d'aviation sur le porte-aéronef Juan Carlos I.
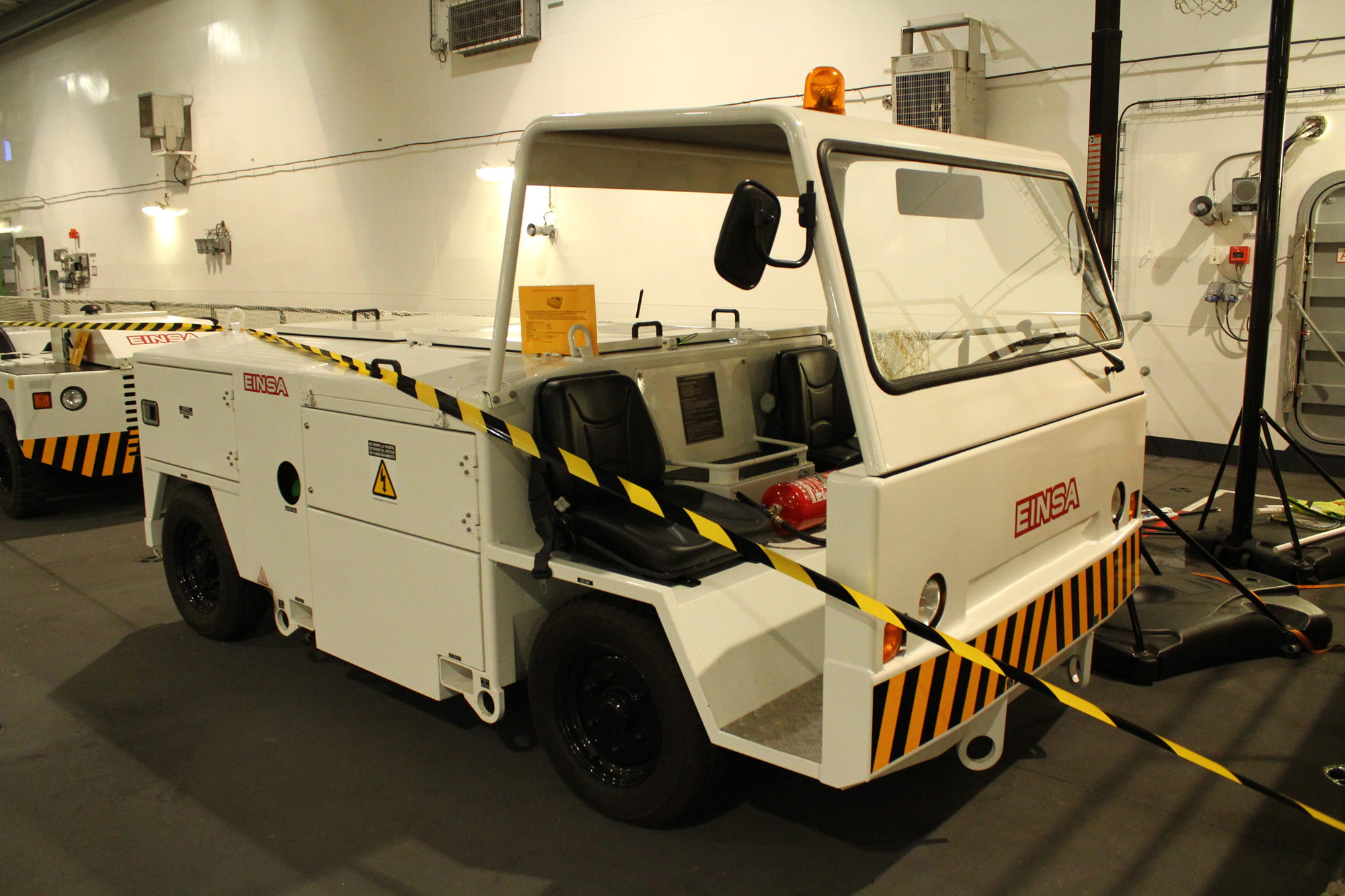
Remorqueur d'aviation sur le porte-aéronef Juan Carlos I.
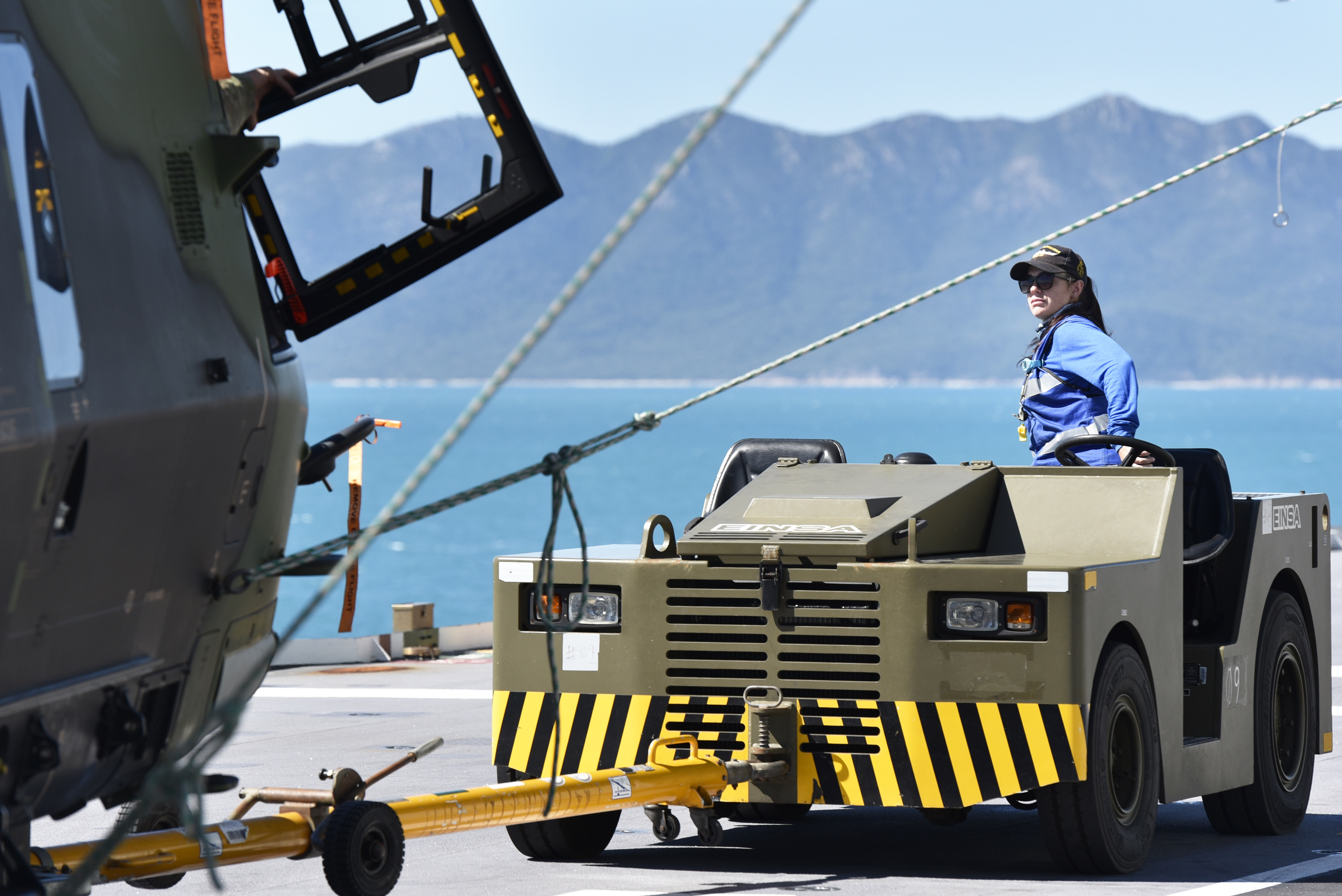
Sur le HMAS Canberra
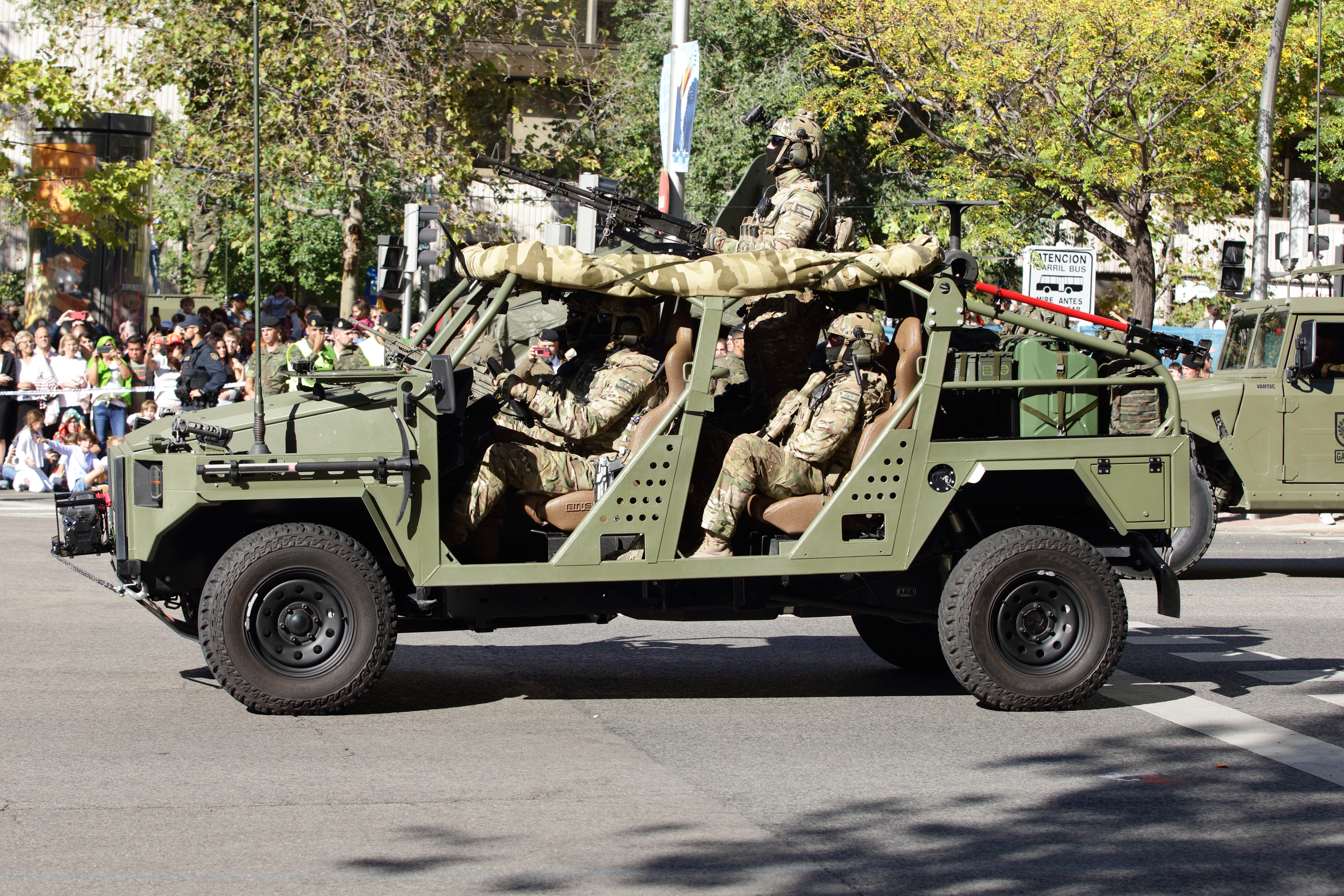
Neton